# Gedun Trupa
Gedun Trupa (Dge-dun grub-pa) vagy Gedün Trupa, (1391 – 1475. január 15.) az első dalai láma volt. Gedun Trupa Congkapa tanítványa volt. A gelugpa iskola lámájaként továbbadta Congkapa tanítását. Ő vezette be a hagyományok szerint a sárga süveg használatát is. A gelugpát máig a sárga süveges iskolaként is ismerik. 1447-ben emeltette Tasilhumpo kolostorát Sigacénál, amely később a pancsen láma székhelye lett. Halála után 1578-ban utólag kapta meg a dalai láma címet.

## Élete
Gedun Trupa születési neve Pema Dordzse. Édesapja Gönpo Dordzse, édesanyja Cshoma Namka Kji volt. Születése éjszakáján rablók támadták meg a táborukat , ezért az anyja pokrócba csavarta a csecsemőt, majd egy sziklahasadékba rejtette. Mindvégig fekete varjak vigyáztak rá, hogy ne essen baja. Nomád törzs tagjaként egy istállóban született, hétéves koráig pásztornak nevelték. Hosszú és gyors lábai miatt úgy is nevezték, hogy a Magas Őz. Hat éves korában, apja halálát követően, a Nartang kolostorába került, mivel édesanyja nem tudta eltartani. Tizenöt éves korában teljes jogú szerzetes (bhikkhu), és ekkor kapta a Gedün Dupa szerzetesi nevet. Tanulmányait huszonöt évesen fejezte be, amelyet követően egy nyingma kolostorban gyakorolt. 1415-ben találkozott Congkapával, és hamarosan a láma egyik legkiválóbb tanítványa lett. A hagyományos életrajzok szerint összesen hatvan mestertől kapott tanításokat.
Ötven éves korában hosszú elvonulást tartott a Nártángi kolostor melletti remetekunyhóban - amelyben, azonban a kirobbanó fegyveres harcok miatt szünetet kellett tartania, de a konfliktus megoldása után folytatta az elvonulást. Számtalan kommentárt írt, amelyek később bekerültek a gelugpa irodalomba.
Kolostorépítés is fűződik a nevéhez. 1447-ben kezdte meg a Tasilhumpo kolostor építését. A kolostor szobrainak és festményeinek elkészítéséhez Nepálból hivatott mestereket. Mindamellett Gedün Dupa is tehetséges művész volt, és az általa készített szobrok is helyet kaptak a kolostorban. 1453-tól ez lett a rezidenciája is. Nyomdaműhely is létesült később az épületben, amelyhez a technikát Kínából szerezték be.
Gedün Dupa a szerzetesek számára mindennél fontosabbnak tartotta a könyörületesség és a szeretet eszméjének gyakorlati megvalósítását. Nagy hangsúlyt fektetett a tanítványoknál a más elképzelésekkel szembeni türelem kifejlesztésére. Ezért megengedte nekik, hogy más buddhista iskolák mestereit is hallgassák. Közben kialakította a gelugpa rend szigorú szervezeti felépítését. Nyolcvan éves korában a Tasi Lhünpo kolostorban halt meg, úgy hogy az utolsó napjaiban a teste megfiatalodott és mérhetetlen fényességgel ragyogott. Napokon át mozdulatlanul ült a meditációs pózban, és elérte a teljes megszabadulást.